# Gloria Canales
Gloria Adriana Canales Ubeda (Santiago, 3 de febrero de 1941) es una actriz chilena de cine, teatro y televisión. Es conocida por su papel de La nana Sonia en la teleserie nocturna ¿Dónde está Elisa? de Televisión Nacional de Chile.
Fue compañera de clases de las actrices Gabriela Hernández y Diana Sanz en la Escuela de Teatro de la Universidad de Chile.

## Filmografía

### Cine
- La nana (2009) -  Madre de Lucy.

### Televisión
| Teleseries | Teleseries                     | Teleseries         | Teleseries |
| Año        | Teleserie                      | Rol                | Canal      |
| ---------- | ------------------------------ | ------------------ | ---------- |
| 1982       | La gran mentira                | Valeria            | TVN        |
| 1984       | Andrea, justicia de mujer      | Raquel             | Canal 13   |
| 1985       | El prisionero de la medianoche | Melinda de la Cruz | Canal 13   |
| 1986       | Secreto de familia             | Nora Hözka         | Canal 13   |
| 1988       | Semidiós                       | Ruth               | Canal 13   |
| 1989       | La intrusa                     | Rosa Zambrano      | Canal 13   |
| 1990       | ¿Te conté?                     |                    | Canal 13   |
| 1990       | El milagro de vivir            | Julia              | TVN        |
| 1991       | Ellas por ellas                | Vilma              | Canal 13   |
| 1992       | Trampas y caretas              | Emilia Soler       | TVN        |
| 1993       | Ámame                          | Luisa Olivares     | TVN        |
| 1994       | Top Secret                     | Estela Álvarez     | Canal 13   |
| 1996       | Loca piel                      | Gloria Riquelme    | TVN        |
| 1997       | Eclipse de luna                | Elsa               | Canal 13   |
| 2004       | Ídolos                         | Carmen Arévalo     | TVN        |
| 2006       | Floribella                     | Panchita           | TVN        |
| 2008       | Hijos Del Monte                | Carmen Cereceda    | TVN        |
| 2009       | ¿Dónde está Elisa?             | Nana Sonia         | TVN        |
| 2018       | Pacto de sangre                | Alicia             | Canal 13   |

### Series
- Crónica de un hombre santo (Canal 13, 1990)
- Mea Culpa (TVN, capítulo "El Alex", 2006)
- Irreversible (Canal 13, 2017)
- 12 días que estremecieron Chile (Chilevisión, 2017)

## Teatro
- La casa de Bernarda Alba (1960)